# Finska mästerskap
Finska mästerskap, FM (finska: SM, "Suomen-mestaruus"), är tävlingsevenemang, individuellt eller i lag, där segrarna koras till finska mästare.

## Finska mästerskap

### B
| Gren  | Tävling    | Första | Tävlande | Format | Styrande organisation      |
| ----- | ---------- | ------ | -------- | ------ | -------------------------- |
| Bandy | Bandyligan | 1908   |          |        | Finlands Friidrottsförbund |

### F
| Gren      | Tävling      | Första | Tävlande | Format | Styrande organisation      |
| --------- | ------------ | ------ | -------- | ------ | -------------------------- |
| Friidrott | Kalevaspelen | 1907   |          |        | Finlands Friidrottsförbund |

### H
| Gren            | Tävling                               | Första | Tävlande                      | Format | Styrande organisation  |
| --------------- | ------------------------------------- | ------ | ----------------------------- | ------ | ---------------------- |
| Handboll        | FM-serien i handboll                  | 1946   | Damer                         |        |                        |
| Handboll        | FM-ligan i handboll                   | 1943   | Herrar                        |        |                        |
| Havskappsegling | Finska mästerskapet i havskappsegling |        | Klasserna IMS1, IMS2 och IMS3 |        | Finlands seglarförbund |

### I
| Gren     | Tävling              | Första    | Tävlande | Format | Styrande organisation |
| -------- | -------------------- | --------- | -------- | ------ | --------------------- |
| Ishockey | FM-serien i ishockey | 1933–1975 | Herrar   |        |                       |
| Ishockey | FM-ligan i ishockey  | 1975/1976 | Herrar   |        |                       |

### R
| Gren        | Tävling                 | Första | Tävlande | Format | Styrande organisation |
| ----------- | ----------------------- | ------ | -------- | ------ | --------------------- |
| Rugby union | FM-serien i rugby union | 2002   |          |        |                       |

### V
| Gren       | Tävling               | Första | Tävlande      | Format | Styrande organisation |
| ---------- | --------------------- | ------ | ------------- | ------ | --------------------- |
| Volleyboll | FM-ligan i volleyboll |        | Herrar, Damer |        |                       |